# Международное общество сознания Кришны в Португалии
Международное общество сознания Кришны (ИСККОН) осуществляет свою деятельность в Португалии с 1970-х годов. Официальную регистрацию португальский ИСККОН получил в 1979 году. В стране действуют два кришнаитских храма — в Лиссабоне и в Порту. С середины 1990-х годов португальские кришнаиты осуществляют в Лиссабоне гуманитарную миссию «Харе Кришна — пища жизни», а с 2016 года ежегодно проводят «фестиваль колесниц» Ратха-ятра.

## История
История ИСККОН в Португалии началась в 1970-е годы, когда с движением кришнаитов познакомился ряд португальских иммигрантов, проживавших в Испании, Франции и других европейских странах. Вскоре у новообращённых верующих португальской и других национальностей проснулось желание проповедовать учение Кришны на португальской земле. Первые кришнаитские проповедники прибыли в Португалию в середине 1970-х годов. В 1979 году португальский ИСККОН прошёл официальную регистрацию, после чего кришнаиты получили возможность осуществлять миссионерскую деятельность более уверенно и свободно.
Первый кришнаитский храм на территории Португалии был открыт в 1980 году в Эшториле. Основателями храма, располагавшегося в арендованной квартире, выступили трое кришнаитских миссионеров (португалец, бразилец и испанец). Они развернули активную миссионерскую работу, начав осуществлять базовые проповеднические программы ИСККОН: воскресные праздники (неотъемлемой частью которых были киртан и бесплатный вегетарианский ужин из прасада), харинаму (публичное воспевание мантры «Харе Кришна»), распространение религиозной литературы в обмен на денежные пожертвования. Основным видом миссионерской деятельности пионеров проповеди вайшнавизма в Португалии стала именно харинама — кришнаиты ежедневно проводили от 4 до 7 часов на улицах Лиссабона, занимаясь воспеванием «святых имён Бога».
Проповедуя португальской публике, кришнаиты называли себя «монахами, практикующими йогу». На первых порах для поддержания храма «монахи-йоги» распространяли в обмен на денежные пожертвования открытки с изображением Радхи-Кришны, Кришны и Баларамы. Позднее в их проповедническом арсенале также появились книги на португальском языке, издававшиеся в Бразилии. Кришнаитская проповедь имела немедленный успех: многие молодые португальцы стали приверженцами ИСККОН. Ни один из новообращённых не принял монашеский образ жизни, но некоторые начали практиковать вайшнавизм на дому. Тогда же Руководящий совет ИСККОН направил в Португалию опытного проповедника, ученика Бхактиведанты Свами Прабхупады, который сыграл заметную роль в становлении португальского ИСККОН.
Храм в Эшториле просуществовал меньше года: шумные богослужения, проводимые кришнаитами ежедневно в 4:30 утра, привели к конфликту с соседями, из-за чего храм закрылся, а его основатели уехали в другие европейские страны, где «сознание Кришны» пустило к тому времени более глубокие корни. После этого деятельность ИСККОН в Португалии прервалась примерно на полтора года, возобновившись в 1982 году, когда в страну вернулись кришнаитские миссионеры. Они восстановили связи с оставшимися в стране сторонниками ИСККОН и снова открыли храм в арендованной квартире, на этот раз в Кашкайше. В храме поселилась супружеская пара проповедников и несколько брахмачари (монахов), которые впервые начали распространять вайшнавизм за пределами Лиссабона — в Алгарве на юге и округе Авейру не севере. В основном они занимались распространением духовной литературы и кассет с записью кришнаитской музыки. В Лиссабоне они проповедовали открыто, носили индийские одежды (дхоти и курты), а в провинции предпочитали не привлекать к себе много внимания и одевались по-западному. В этот период кришнаиты также установили связи с индийской общиной в Португалии. В период своего пребывания в Кашкайше, кришнаиты активно распространяли религиозную литературу, регулярно устраивали харинамы и проводили воскресные программы.
Однако, храму в Кашкайше суждено было просуществовать недолго — он закрылся в конце лета 1983 года. Жившие в нём кришнаиты разъехались по другим европейским странам, где продолжили заниматься миссионерской работой. В сентябре 1984 года некоторые из них вернулись в Португалию и открыли первый храм ИСККОН в Лиссабоне. На этот раз под храм был арендован частный дом, находившийся неподалёку от исторического центра португальской столицы. Кришнаиты не задержались надолго и на этом месте: храм закрылся в 1986 году. Произошло это в результате кризисной ситуации в европейском ИСККОН, вызванной уходом с руководящих постов гуру большинства португальских кришнаитов Бхагавана Госвами, который с середины 1970-х годов курировал деятельность ИСККОН в Португалии, Испании, Франции, Италии и Бенилюксе, а с 1982 года — также и в Великобритании.
Закрытие храма не привело к прекращению миссионерской деятельности. Четверо кришнаитских монахов арендовали комнату в квартире в историческом центре Лиссабона и, с разрешения хозяйки, начали проводить воскресные программы, а также лекции и богослужения в будние дни. Кроме этого, последователи Кришны регулярно устраивали харинамы и распространяли духовную литературу на лиссабонских улицах. Очень скоро хозяйка квартиры прониклась к кришнаитам симпатией и сначала отдала в их распоряжение ещё одну, бо́льшую по размерам комнату (где они смогли с удобством проводить многолюдные воскресные программы), а затем и всю квартиру. Вскоре в расширившийся ашрам подселилось несколько новообращённых кришнаитов, но спустя всего несколько месяцев между монахами возникли серьёзные разногласия, приведшие к закрытию этого проекта.
В 1988 году в Португалию возвратилась некоторые из кришнаитов, уехавших в 1986 году. Они арендовали дом в Кашкайше, который стал новым храмом ИСККОН. В храме поселилось 8 мужчин и 3 женщины. Они регулярно проводили харинамы и воскресные программы, а для поддержания храма занимались продажей кришнаитской литературы и произведений индийского искусства. Этот храм также просуществовал недолго, закрывшись в 1989 году. Причиной тому стали экономические трудности и отсутствие компетентного лидера, способного взять на себя руководство проповедью «сознания Кришны» в Португалии.
В 1990 году на смену храму в Кашкайше пришёл храм в Порту (втором по величине городе Португалии), который продолжает действовать и по сей день. Португальские кришнаиты приняли решение открыть храм в Порту из-за желания проповедовать на ещё неосвоенных территориях севера Португалии, откуда, к тому же, большинство из них были родом.
В период с 1989 по 1996 год в Лиссабоне и округе не существовало храма ИСККОН. В 1996 году открылся храм в Синтре. Тогда же кришнаиты начали осуществлять благотворительную программу «Харе Кришна — пища жизни». Так как эта и другие программы нового храма проводились в основном в Лиссабоне, было принято решение закрыть храм в Синтре и переселиться в португальскую столицу. В течение нескольких месяцев кришнаиты жили в арендованной квартире, а воскресные программы и фестивали проводили в специально арендуемом для этих целей помещении. Очень скоро стали очевидны неудобства, связанные с таким устройством: так, еда готовилась на квартире, где жили кришнаиты, и затем перевозилась в помещение, служившее в качестве храма. Всё это побудило верующих активно заняться поиском подходящего под храм здания. В начале 1997 года усилия португальских последователей Кришны увенчались успехом: был арендован первый этаж трёхэтажного дома по адресу Rua de Dona Estefânia, 91. Спустя несколько лет был также арендован и второй этаж. Этот храм продолжает действовать и по сей день.

## Интересные факты
Для простых смертных Кришна символизирует то, что важно, то, о чём нельзя забывать, то, чего нам не хватает. Он — Питер Пэн духовности, символ вечности.
В начале 2000-х годов одежду для статуй божеств (Чайтаньи и Нитьянанды), установленных для поклонения в лиссабонском храме, создала известный португальский модельер Зика Гайвау. Этот факт привлёк внимание журналиста португальской версии журнала Elle. В апреле 2004 года на станицах журнала вышла статья «Одевать веру», в которой содержалось интервью с тогдашним настоятелем лиссабонского храма ИСККОН Дхира-Кришной Дасом. Статья сопровождалась фотографиями статуй божеств, одетых в одежду, смоделированную Зикой Гайвау.